# Fiestas de San Roque (Portugalete)
Las Fiestas de San Roque se llevan celebrando en el municipio del País Vasco de Portugalete (Vizcaya) España, desde hace siglos.

## Actos tradicionales
Las fiestas comienzan el 14 de agosto con el tradicional chupinazo y con la lectura del pregón desde el balcón del Ayuntamiento.

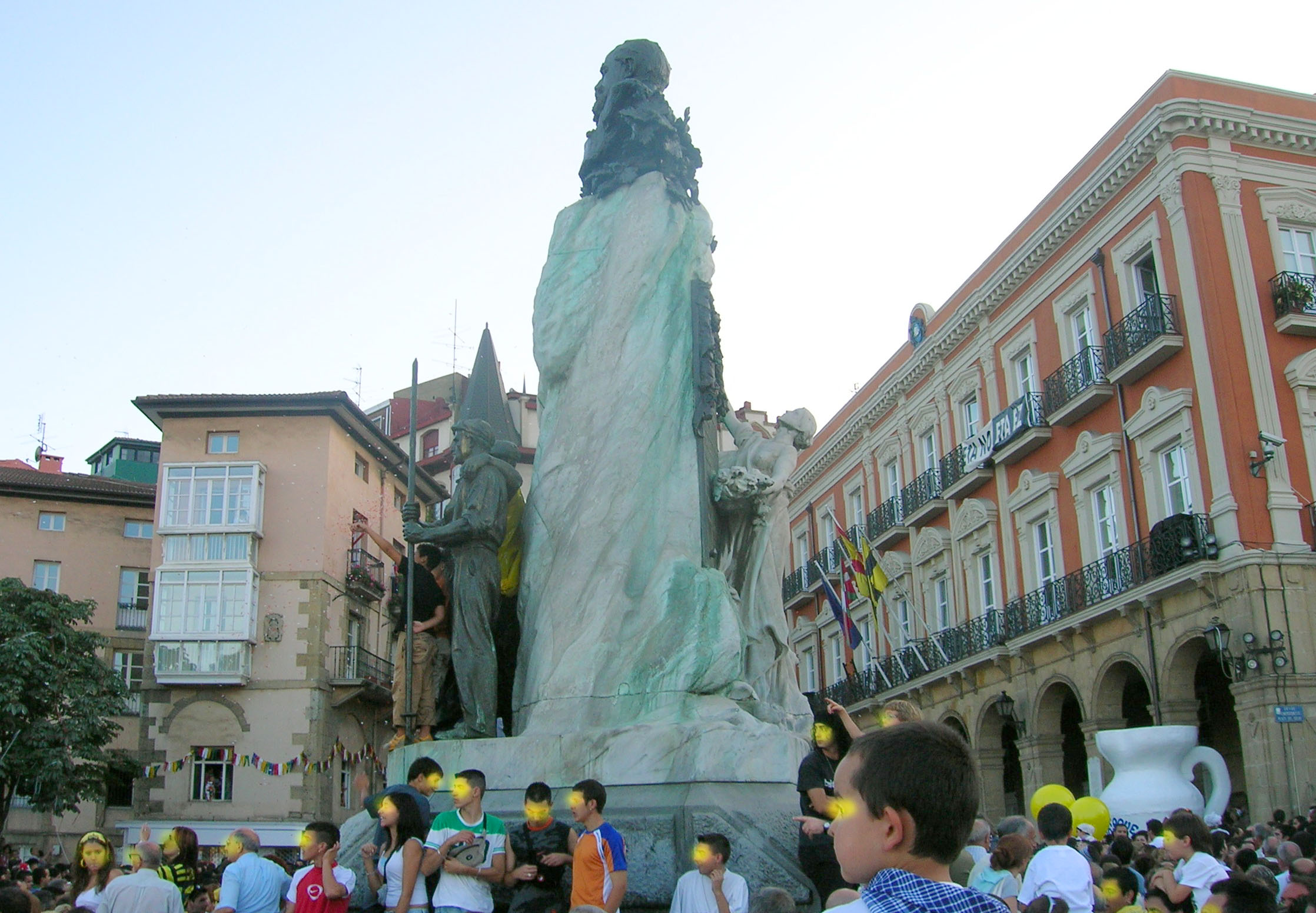
Chupinazo de 2005

El día 15, día de Nuestra Señora, se concentran a primera hora de mañana miles de personas frente al Ayuntamiento para llevar a cabo la Diana portugaluja, cuyo objetivo es despertar a todos los jarrilleros con el fin de invitarles a la fiesta. A ella se acude sin ningún instrumento ya que la encargada de marcar los sones es la banda municipal de música. Después de dos horas recorriendo las calles de la villa, se llega a la plaza de la Ranchería, donde la gente degusta la tradicional sopa de ajo. Durante el día, danzas, verbenas, y por la noche fuegos artificiales sobre el marco incomparable de la ría.
El día 16 es el día mayor de las fiestas, ya que es San Roque. Por la mañana tiene lugar la tradicional procesión desde el Ayuntamiento hasta la ermita del santo, donde se baila el aurresku de honor. Posteriormente, el alcalde de la villa colocará el pañuelo de las fiestas en el cuello de San Roque. A las 6 de la tarde comienza la Gran Bajada. Desfile de romeros que descienden por las calles de la villa hasta la plaza del Solar donde tendrá lugar el tradicional Baile de la Hora.
El día de San Roquillo (día 17) es el día de los niños. Por la noche se quemará la Jarrilla (símbolo de las fiestas), dando por finalizadas las fiestas patronales.

## LaDiana portugaluja
La Diana portugaluja, llamada también Alborada o A la verbena, con música del maestro Amenábar y letra de Pedro Heredia, es el himno a Portugalete y se canta en las fiestas de San Roque con el objetivo de que todo portugalujo se anime a la fiesta. La versión oficial de la canción de la Diana portugaluja es interpretada por el grupo de la villa Barbis Taldea, acompañado por la banda municipal de música de Portugalete. Todos los quinces de agosto todos los portugalujos salen por las calles cantando esa canción que cada' vez que en portugalete se escucha les recuarda a las fiestas de San Roque y al propio Portugalete.